# REC/レック
『REC/レック』（レック、原題：[Rec]）は、2007年にスペインで公開されたホラー映画。R-15指定。キャッチコピーは「何が起こっても撮り続ける―」。
『ブレア・ウィッチ・プロジェクト』や『クローバーフィールド/HAKAISHA』と同じく、全編ビデオカメラを用いた主観撮影によるモキュメンタリー作品で、本国スペインでは大ヒットを記録した。ハリウッドでもリメイク版が制作され、『REC:レック/ザ・クアランティン』（原題：Quarantine〈「隔離」の意〉）として2008年10月に公開された。

## 概要
本作は感染を題材にしているが、単なる病原菌のウイルスではなく、古来よりの悪魔憑きの原因生物由来の感染症として描かれている。そのため、噛まれた者がゾンビのように他人を襲い噛み付くシーンが含まれるが、臓器を食べる要素は含まれない。悪魔憑きへの対抗手段として、聖水、十字架、神父の詠唱などが効果を持つ。
シリーズにおけるストーリーの基本的な時系列は、「1」→「2」→「4」である。「3」は「1」と同時期の別の場所とされ、「3」で「1」のニュース映像が流れる、「4」で「3」の唯一の生存者が登場する以外でストーリーはつながっていない。また、「3」に関しては前2作とは異なりバイオレンス・スプラッターが強く描かれ、ドキュメンタリー手法も序盤の30分程度となっている。
シリーズを通してウイルスの研究及び対処には政府、教皇庁が深く関わっているようだが、具体的な指揮系統までは明らかにされていない。

## ストーリー
消防士を密着取材するために、通報があった建物に同行して来たレポーター一行。しかし、そこで見たものは未知の感染症に侵され、凶暴化した人々の姿だった。感染拡大を防ぐために建物は封鎖され、彼らは感染者ごと隔離されてしまう。

## キャスト
| 役名                     | 俳優                     | 日本語吹替     |
| ------------------------ | ------------------------ | -------------- |
| アンヘラ・ヴィダル       | マヌエラ・ベラスコ       | 本田貴子       |
| マヌー                   | フェラン・テラッサ       | てらそままさき |
| セルヒオ                 | ホルヘ・ヤマン・セラーノ | 松本保典       |
| セサル                   | カルロス・ラサルテ       | 小川隆市       |
| パブロ                   | パブロ・ロッソ           | 竹若拓磨       |
| アレックス               | ダビ・ベルト             | 石上祐一       |
| 警官                     | ビセンテ・ヒル           | 秋元羊介       |
| イスキエルド             | マーサ・カルボネル       |                |
| ギレム                   | カルロス・ビセンテ       | 奥田啓人       |
| ジェニフェル             | クラウディア・シルヴァ   | 菊地ゆうみ     |
| トリスターナ・メデイロス | ハビエル・ボテット       |                |

- その他：込山順子、林りんこ、赤城進、外谷勝由、新田万紀子

## シリーズ作品
- REC/レック [•REC]   （2007年） - 第1作
- REC/レック2 [•REC]² （2009年） - 第2作
- REC/レック3 ジェネシス [•REC]³: Génesis  （2012年） - 第3作
- REC/レック4 ワールドエンド [•REC]⁴: Apocalipsis （2014年） - 第4作